# Gerald Cohen
Pour les articles homonymes, voir Cohen.
Gerald Allan 'Jerry' Cohen (14 avril 1941, Montréal - 5 août 2009, Oxford (Angleterre) est un philosophe politique britannique d'origine canadienne.
Il est l'un des principaux représentants du marxisme analytique. Sa pensée évolue sensiblement au fil du temps, et, d'une défense traditionnelle du matérialisme historique (1978), il parvient à une position plus proche du christianisme social qu’il n'aurait jamais pu le supposer (bien qu’il ne soit pas chrétien), et dont il dit lui-même qu'elle est « à l’opposé de la position marxiste avec laquelle » il a commencé. Cette position, valorisant l'éthique individuelle en plus de la justice des institutions, demeure toutefois marquée par un profond attachement à l'égalité. Ses préoccupations majeures sont donc le matérialisme historique et la philosophie politique, où il s'est successivement confronté aux travaux de Marx, de Nozick, de Dworkin et de Rawls.

## Biographie
Jerry Cohen est né à Montréal le 14 avril 1941 dans une famille juive, athée et proche du parti communiste. Pour ses études primaires, il fréquenta l'école Morris Winchewski, une école gérée comme l'Ordre du peuple juif uni, une organisation prosoviétique, antisioniste et antireligieuse. En 1958, il intégra l'université anglophone McGill, puis l'université d'Oxford de 1961 à 1963 où il étudia la philosophie sous la direction d'Isaiah Berlin. Il enseigna à University College à Londres entre 1963 et 1984 avant d'obtenir la Chaire de théorie sociale et politique à l'Université d'Oxford, qu'il conserva jusqu'en 2008, lorsqu'il devint Professeur de Jurisprudence à University College London en remplacement de Ronald Dworkin.
En 1978, il est lauréat du prix Deutscher. En 1985, il devint membre de la British Academy. Il meurt à Oxford, au matin du 5 août 2009, d'un accident vasculaire cérébral.

## Œuvres

### Karl Marx'sTheory of History: a defence
Publié en 1978, ce livre est à l’origine du « marxisme analytique ». Cohen propose une défense de la théorie de l’histoire de Marx (matérialisme historique) en s'appuyant sur les critères de la philosophie analytique, en particulier en portant l'accent sur la précision des énoncés. Cette démarche se distingue de la version traditionnelle de la théorie, car elle rejette l’approche dialectique habituellement utilisée. Malgré une approche méthodologique différente, les conclusions de Cohen rejoignent celle de Marx. Cependant, Cohen prit par la suite ses distances face à cette théorie, ce qui apparaît dans une nouvelle édition du même ouvrage parue en 2000, où figurent en introduction des articles - plus ou moins récents - réfutant la théorie initialement défendue.

### History,Labour and Freedom: Themes from Marx
Publié en 1988, cet ouvrage marque une rupture dans la pensée de l'auteur, sur deux points. D'une part, figurent une série d'articles visant à réfuter le matérialisme historique tel qu'il le défendait initialement. D'autre part, apparaissent des articles de philosophie politique, qui constituera sa préoccupation majeure jusqu'à son décès.

### Self-Ownership, Freedom and Equality
Cet ouvrage, publié en 1995 et qui regroupe des articles publiés depuis une dizaine d'années, constitue une réponse à l'ouvrage libertarien de Robert Nozick, Anarchie, État et utopie (1974), qui lui-même répondait à Théorie de la justice (1971) de John Rawls. Cohen propose une défense de la propriété de soi, tout en tirant des conclusions opposées à celle de Nozick, et constitue une œuvre centrale du libertarianisme de gauche. Il prendra par la suite ses distances avec le concept de propriété de soi.

### If You're an Egalitarian, How Come You're So Rich?
Par la suite, Cohen entre en dialogue avec l'œuvre de John Rawls. Ce livre, publié en 1999, est doté d'un fort contenu autobiographique. Cohen y raconte son enfance dans un milieu juif communiste de Montréal. Cela l'amène à réfléchir sur ce qui nous fait croire fermement en nos convictions alors même que nous savons qu'elles sont largement héritées, du fait de notre milieu de naissance notamment. En ce qui le concerne, Cohen sait que sa carrière philosophique, et sa préoccupation pour le marxisme en particulier, ont été largement déterminées par son origine sociale.
Faisant le point sur cet héritage marxiste, il confronte trois courants de philosophie politique ayant l'égalité comme principal objectif : le marxisme, le libéralisme-égalitaire rawlsien et la branche sociale du christianisme. Tant le marxisme que l'approche rawlsienne, remarque-t-il, ont négligé l'importance de l'éthique individuelle dans la visée de justice sociale. Le marxisme parce qu'il considérait l'avènement de la société communiste comme inévitable. La théorie de la justice rawlsienne parce qu'elle se focalise sur la « structure de base » de la société, sans se soucier des motivations véritables des individus. Ainsi, montre Cohen, le principe de différence rawlsien (qui justifie des inégalités incitant certains à travailler plus et à ainsi faire croître le produit social) est injustifiable du point de vue individuel, car un individu ne peut pas à la fois être favorable à l'idéal égalitaire et exiger des incitations financières pour apporter sa propre pierre à l'édifice social. Dès lors, Cohen parvient à la conclusion que l'approche sociale-chrétienne, qui préconise la transformation intérieure en plus de l'action sur le monde extérieur, est la plus apte à porter l'objectif d'égalité. Ce constat, ajoute-t-il amusé, est à cent lieues de l'orthodoxie marxiste de sa jeunesse.
Ce livre a été publié en français en 2010, sous le titre Si tu es pour l'égalité, pourquoi es-tu si riche ? dans une traduction de Fabien Tarrit, avec une postface de Philippe Van Parijs, dans la collection «L'Avocat du Diable » des éditions Hermann.

### Rescuing Justice and Equality
Paru en 2008, un an avant sa disparition, cet ouvrage constitue un dialogue - plus approfondi que dans le précédent - avec la théorie de la justice de John Rawls. Cohen s'attaque d'une part au constructivisme qui caractérise la méthode rawlsienne ; d'autre part à son fameux principe de différence.
La méthode constructiviste consiste à imaginer des individus dans une situation idéale de décision (impartiale), à leur faire sélectionner les principes d'organisation de la société les plus adéquats possibles. Du fait de l'impartialité de la situation imaginée, les principes choisis devraient être justes. Mais, explique Cohen, ceux qui utilisent cette méthode confondent ce qu'ils pensent être un idéal de justice avec des normes de régulation sociale. Or, ces dernières doivent tenir compte d'une série de faits sociaux et de difficultés pratiques qui importent peu dans l'idéal de justice. De ce fait, la justice, comme idéal philosophique, ressort amoindrie de la méthode constructiviste.
Par ailleurs, comme dans son ouvrage précédent, Cohen s'attaque au principe de différence rawlsien, qui considère comme juste toute inégalité qui profite aux moins favorisés. Ce faisant, Rawls tolère que des individus égoïstes, qui ont besoin d'incitations pour contribuer au produit social, bénéficient de salaires plus élevés que ceux qui n'ont pas besoin d'incitation parce qu'ils sont mus, par exemple, par un sens de la communauté. Sur cette base, Cohen reproche à la théorie de Rawls de restreindre la justice au cadre législatif de la société et propose que les comportements individuels doivent également être soumis à des critères de justice. L'idéal d'égalité ne s'en trouvera que mieux défendu.

### Why Not Socialism?
Dans ce court ouvrage (92 pages) publié à titre posthume, Cohen propose une série d'arguments, sur le mode de la philosophie analytique, à propos de la désirabilité et de la faisabilité du socialisme. Pour ce faire, il invoque le modèle du camping en groupe, où même les moins égalitaristes d'entre nous préférerons une organisation de type socialiste à un fonctionnement de type capitaliste. Ensuite, il soumet à discussion plusieurs modèles de socialisme de marché (modèles idéaux à ne pas confondre avec le modèle chinois), permettant à la fois de conserver le précieux mécanisme d'incitation et la fonction d'information du marché, et d'orienter ce dernier vers une distribution plus juste des ressources. Mais, rappelle Cohen, si le socialisme de marché est certainement un modèle aux nombreux avantages, incontestablement supérieur au statu quo, il ne faudrait pas oublier que tout marché mobilise des motivations mesquines, entraînant des effets indésirables. Ce pourquoi il conclut : " Tout marché, même socialiste, est un système prédateur. " (p. 58 de l'édition française)
Il a été publié en français en 2010, sous le titre Pourquoi pas le socialisme ?, par L'Herne, dans une traduction de Myriam Dennehy, avec une préface de François Hollande.

## Publications
- Karl Marx's Theory of History: A Defence (1978)
- History, Labour, and Freedom: Themes from Marx (1988)
- Self-Ownership, Freedom and Equality (1995)
- Si tu es pour l'égalité, pourquoi es-tu si riche ? (2010), Postface de Philippe Van Parijs. Traduction par Fabien Tarrit de If You're an Egalitarian, How Come You're So Rich? (1999)
- Rescuing Justice and equality (2008)
- Pourquoi pas le socialisme ? (2010). Préface de François Hollande. Traduction par Myriam Dennehy de Why Not Socialism? (2009)
- On the Currency of Egalitarian Justice, and Other Essays in Political Philosophy (2011). Edité par Michael Otsuka.
- Finding Oneself in the Other (2012). Edité par Michael Otsuka.
- Lectures on the History of Moral and Political Philosophy (2013). Edité par Jonathan Wolff.